# Apsil maculipennis
Apsil maculipennis är en tvåvingeart som beskrevs av Malloch 1934. Apsil maculipennis ingår i släktet Apsil och familjen husflugor. Inga underarter finns listade i Catalogue of Life.